# Balão meteorológico

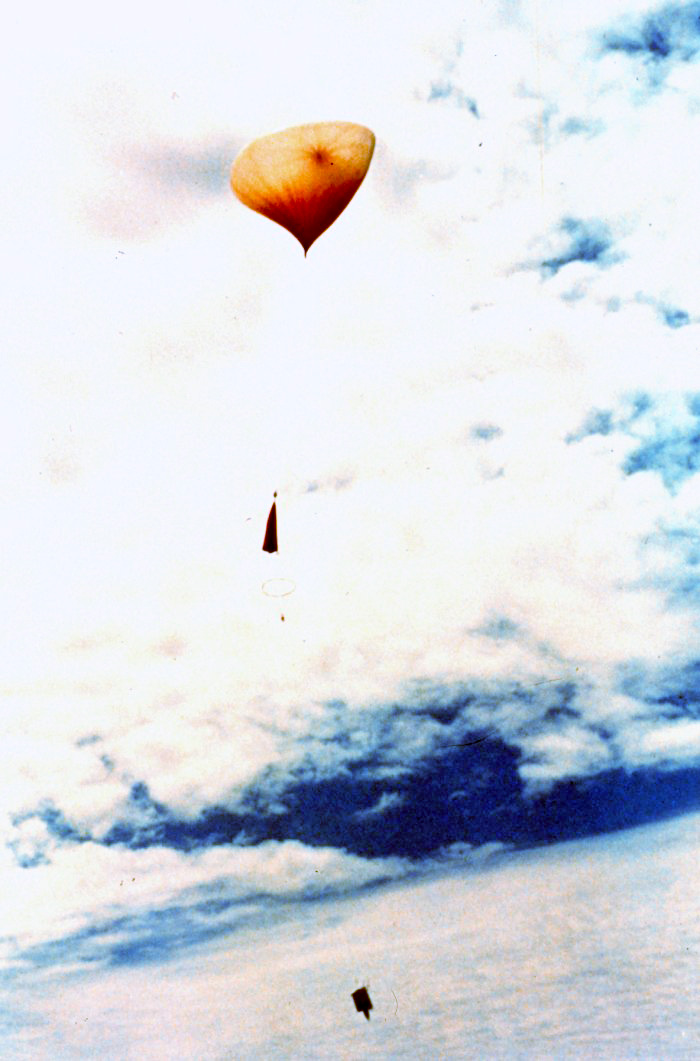
Balão meteorológico Rawinsonde logo após o lançamento. Observe um paraquedas no centro da corda e uma pequena caixa de instrumentos no final. Depois de liberado, ele mede muitos parâmetros. Isso inclui temperatura, umidade relativa, pressão e velocidade e direção do vento. Esta informação é transmitida de volta aos observadores na superfície

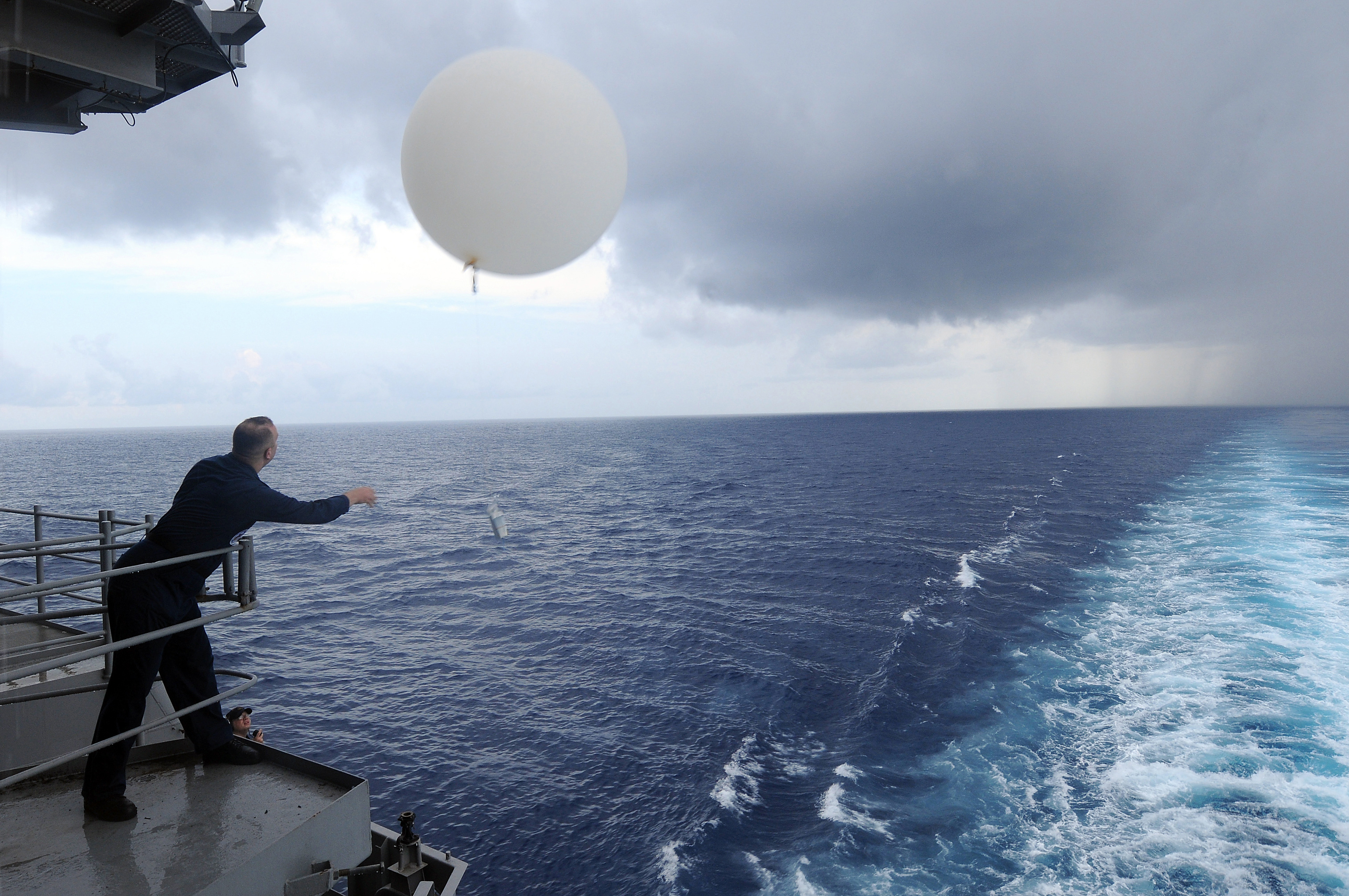
Oficial lançando um balão meteorológico para efetuar leituras atmosféricas

Um balão meteorológico é um balão (especificamente um tipo de balão de grande altitude) que carrega instrumentos no alto para enviar informações sobre pressão atmosférica, temperatura, umidade e velocidade do vento por meio de um pequeno dispositivo de medição dispensável chamado radiossonda. Para obter dados sobre o vento, eles podem ser rastreados por radar, radiogoniometria ou por sistemas de navegação (como o sistema de posicionamento global baseado em satélite, o GPS). Os balões destinados a permanecer em uma altitude constante por longos períodos de tempo são conhecidos como transossondas. Balões meteorológicos que não carregam um pacote de instrumentos são usados para determinar os ventos de nível superior e a altura das camadas de nuvens. Para tais balões, é utilizado um teodolito ou estação total para rastrear o azimute e a elevação do balão, que são então convertidos para velocidade e direção do vento estimadas e/ou altura da nuvem, conforme aplicável.

## História
Uma das primeiras pessoas a usar balões meteorológicos foi Léon Teisserenc de Bort, meteorologista francês. A partir de 1896, ele lançou centenas de balões meteorológicos de seu observatório em Trappes, França. Esses experimentos o levaram à descoberta da tropopausa e da estratosfera. Transossondas, balões meteorológicos com instrumentação destinados a permanecer em uma altitude constante por longos períodos de tempo para ajudar a diagnosticar detritos radioativos da precipitação atômica, foram experimentados em 1958.

## Materiais e equipamentos
O próprio balão produz a elevação e geralmente é feito de um material de látex altamente flexível, embora o cloropreno também possa ser usado. A unidade que realiza as medições reais e as transmissões de rádio fica pendurada na extremidade inferior da corda e é chamada de radiossonda. As radiossondas especializadas são usadas para medir parâmetros específicos, como determinar a concentração de ozônio.
O balão geralmente é preenchido com hidrogênio devido ao custo mais baixo, embora o hélio também possa ser usado. A velocidade de subida pode ser controlada pela quantidade de gás com que o balão é preenchido. Os balões meteorológicos podem atingir altitudes de 40 km ou mais, limitado por pressões decrescentes que fazem com que o balão se expanda a tal grau (normalmente por um fator 100:1) que se desintegre. Neste caso, o pacote de instrumentos é geralmente perdido, embora um paraquedas possa ser utilizado para ajudar a permitir a recuperação do instrumento. Acima dessa altitude, foguetes de sondagem são usados e, para altitudes ainda maiores, são usados satélites.